# ナナイモバー

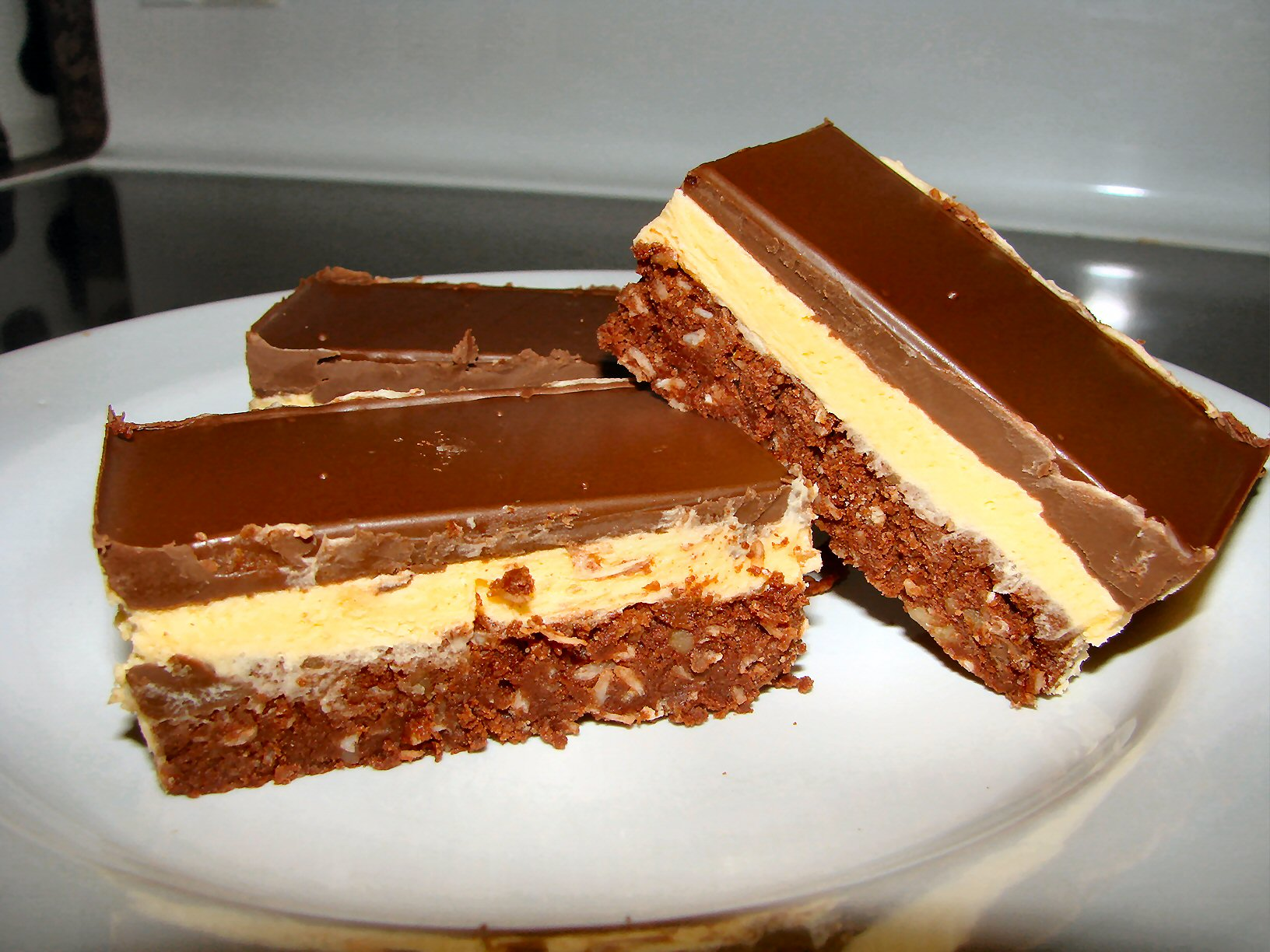
ナナイモバーの例

ナナイモバー（英語: Nanaimo bar）はカナダ・ナナイモ発祥のスイーツ。ナナイモ以外の都市でも提供されるようになっており、カナダを代表するスイーツの1つとなっている。
発祥の地については諸説あるが、1950年代にナナイモで大ヒットし、以降、カナダ全土に広がってスーパーマーケットでも購入できるようなポピュラーな菓子となった。
砕いたクッキーにバターなどを混ぜて土台を作り、その上にバニラやカスタード味のバタークリームを乗せて、上から溶かしたチョコレートを流して固める。ピーナッツバターを用いるレシピなど様々なバリエーションがあり、ナナイモで1986年にナナイモバーのコンテストが開催された際には100近いレシピが集まった。スイーツとしてだけでなく、フライやナナイモバー風カクテルといった料理も展開されている。